# Николаевка (Одесская область)
Никола́евка (укр. Миколаївка) — посёлок, районный центр Николаевского района Одесской области Украины.

## Население
В январе 1989 года численность населения составляла 4167 человек.
На 1 января 2013 года численность населения составляла 2903 человек.

### Языковой состав
Родной язык населения по данным переписи 2001 года:
| Язык       | Численность, чел. | Доля     |
| ---------- | ----------------- | -------- |
| Украинский | 3 537             | 94,50 %  |
| Русский    | 128               | 3,42 %   |
| Другое     | 78                | 2,08 %   |
| Итого      | 3 743             | 100,00 % |

## История
В 1945 г. Указом ПВС УССР село Николаевка Вторая переименовано в Николаевку.
В мае 1995 года Кабинет министров Украины утвердил решение о приватизации находившейся здесь райсельхозтехники.

## Жители
Известный уроженец — Герой Советского Союза Михаил Власов.